# Jack Flanagan (cầu thủ bóng đá)
Jack Flanagan (3 tháng 2 năm 1902 – 4 tháng 5 năm 1989) là một cầu thủ bóng đá người Anh thi đấu ở vị trí tiền đạo trung tâm cho Manchester United, Tranmere Rovers, Chorley, Barrow, Wigan Borough, Burscough, Lancaster, Rhyl và Leyland Motors.